# Deatnu
Deatnu (en sami septentrional) o Tana (en noruec), ambdues denominacions oficials, és un municipi de Noruega situat al comtat de Finnmark. El centre administratiu del municipi és la vila de Tana Bru.

## Informació general
El municipi de Deatnu s'establí el dia 1 de gener de 1864 amb el nom norueguitzat de Tana, quan la part oriental del gran municipi de Davvesiidda es va separar per formar un nou municipi amb una població inicial de 1.388 habitants. El municipi original incloïa tota la terra que envolta al fiord de Tana i al riu Tana.
El dia 1 de gener de 1914, el municipi de Deatnu es va dividir en tres parts. La part sud (població: 1.426) va romandre amb el municipi de Deatnu, encara que més petit. La part nord del municipi es va dividir a banda i banda del Fiord de Tana de tal manera que el costat occidental es va establir com el municipi de Gamvik (població: 1.374) i el costat oriental es va establir com Bearalváhki (població: 784). El dia 1 de gener de 1964, el municipi veí de Polmak (població: 1.072), que s'havia separat de Unjárga l'1 de gener de 1903, es va integrar amb Deatnu.
Per a fins estadístics, i segons informació del 2016, la municipalitat de Deatnu/Tana es divideix en dues subàrees amb un total de 15 unitats bàsiques:
- ‘’Tana’’: Austertana, Birkestrand/Harrelv, Østre Seida, Vestre Seida/Holmfjell, Boftsa/Rustefjelbma, Bonakas/Langnes, Smalfjorden, Torhop/Vestertana
- ‘’ Polmak’’: Tana-Bru, Skippagurra, Alleknjarg/Polmak, Horma/Vestre Skippagurra, Båteng/Laksjoka, Vestvidda, Sirma/Levajok

### Nom

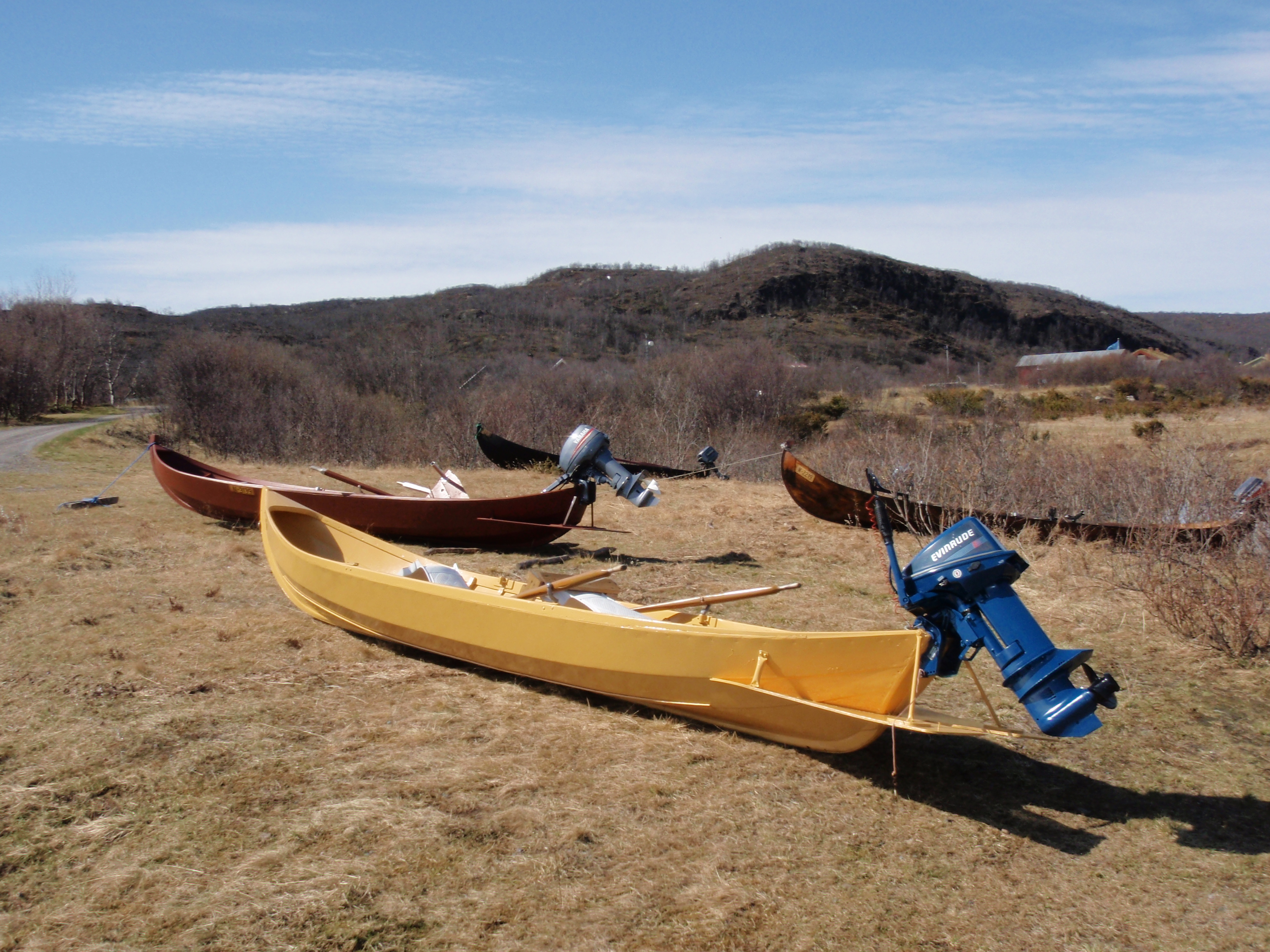
Vista del bots de riu locals

Deatnu ve de la idèntica paraula sami Deatnu que significa "gran riu" o "riu principal", referint-se al riu Tana. El nom en noruec del municipi, Tana, és una forma adaptada del nom en sami, Deatnu.
Previ al 1918, el nom en noruec s'escrivia "Tanen". Fins a l'1 de setembre de 1992, l'únic nom oficial del municipi era Tana (en noruec, malgrat que més de la meitat de la població parlés en sami), dia en què el nom es canvià a "Deatnu-Tana" per simbolitzar els dos idiomes oficials al municipi. Després, el 2005, el nom va tornar a canviar perquè tant Deatnu com Tana poguessin ser usats indistintament.

### Escut d'armes
L'escut d'armes és de temps moderns. Se'ls hi concedí l'11 de maig de 1984. Les armes mostren tres bots de riu que s'han fet servir a l'àrea des de fa segles. Aquests bots simbolitzen als pobles Lapó, Finès i Noruec que viuen en aquest municipi. Els colors són els colors noruecs.

### Esglésies
L'Església de Noruega té dues parròquies dins del municipi de Deatnu. És part del deganat d'Indre Finnmark a la Diòcesi de Nord-Hålogaland.
| Parròquia (Sokn) | Nom de l'església    | Localització de l'església | Any d'edificació |
| ---------------- | -------------------- | -------------------------- | ---------------- |
| Deatnu           | Capella d'Austertana | Austertana                 | 1958             |
| Deatnu           | Església de Deatnu   | Rustefjelbma               | 1964             |
| Polmak           | Església de Polmak   | Polmak                     | 1853             |

## Geografia

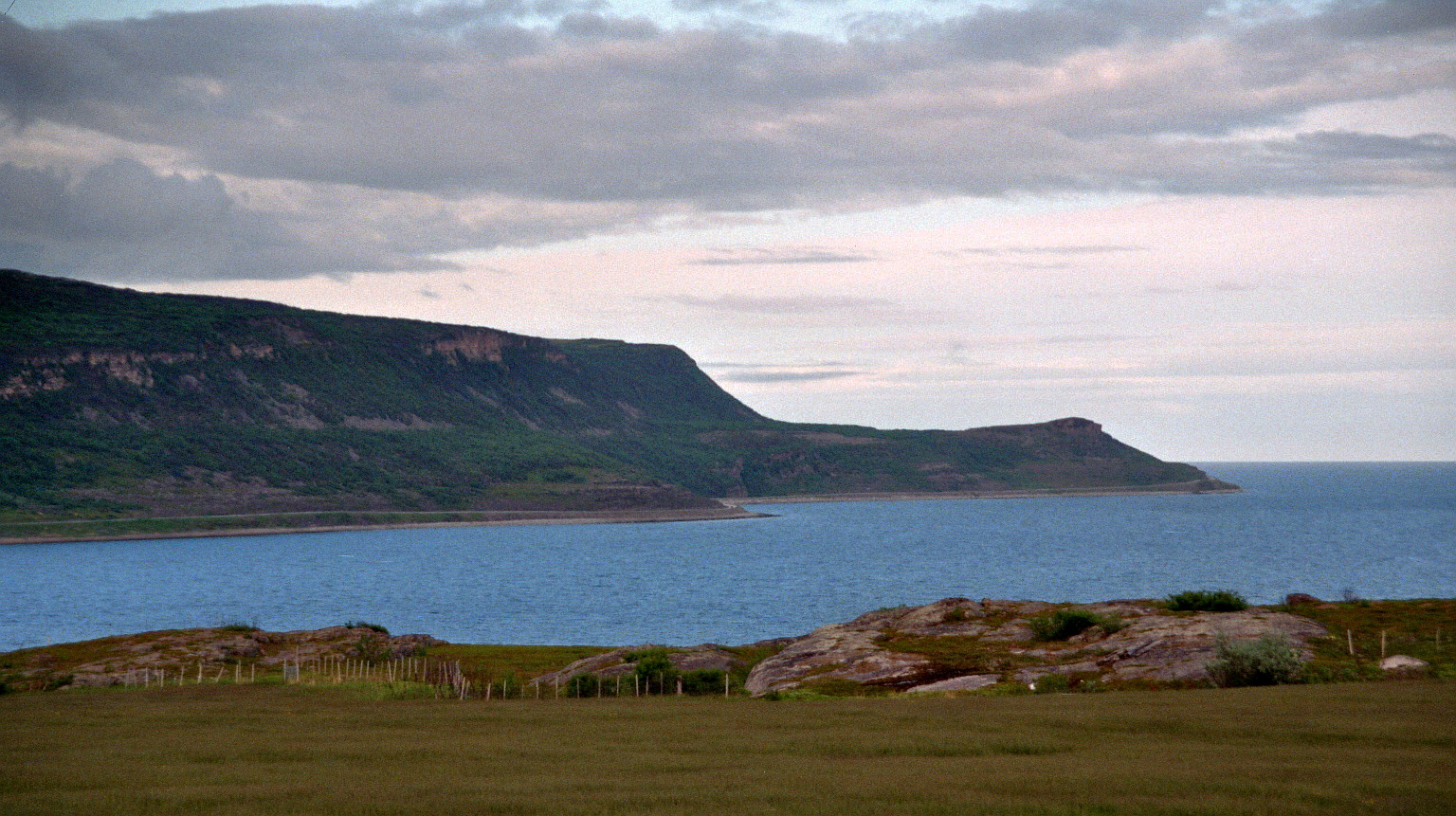
Vista del fiord de Tana des de la Fv-98

Deatnu està situat al llarg de la conca del riu Deatnu, que és frontera amb Finlàndia al llarg de gran part del seu curs. Hi ha diversos assentaments al llarg del riu, que tots formen part d'aquest municipi. La majoria dels habitants de Deatnu són lapons, i les llengües sami, així com la seva cultura, són promogudes pel municipi i les escoles.
El riu Deatnu ha representat un suport a l'economia, ja que és un dels rius principals de salmó a Europa, i desemboca al fiord de Tana. El transport al riu es fa en pots llargs i estrets tradicionals, tot i que ja són motoritzats. Els llacs en aquesta àrea inclouen el Geassájávri, el Nissojávri i el Sundvatnet.
Els aeroports més propers són l'Aeroport de Vadsø (aproximadament a 70 km de distància) i l'Aeroport de Kirkenes (aproximadament a 130 km). L'Aeroport de Kirkenes té vols directes cap a Oslo (que no l'Aeroport de Vadsø).